# Simon Kemboi
Simon Kemboi (Kenia, 1 de marzo de 1967) fue un atleta keniano, especializado en la prueba de 4x400 m en la que llegó a ser subcampeón mundial en 1993.

## Carrera deportiva
En el Mundial de Stuttgart 1993 ganó la medalla de plata en los relevos 4x400 metros, con un tiempo de 2:59.82 segundos, llegando a la meta tras Estados Unidos —que con 2:54.29 segundos consiguió el récord del mundo— y por delante de Alemania, siendo sus compañeros de equipo: Kennedy Ochieng], Abednego Matilu y Samson Kitur.